# 아네트 (영화)
"아네트"(Annette)는 2021년 개봉한 뮤지컬 영화이다. 레오스 카락스의 첫 영어 연출작이다. 2021 칸 영화제 개막작이었으며, 감독상 수상작이자 황금종려상 경쟁후보작이다.

## 줄거리
도발적인 스탠드업 코미디언 헨리 맥헨리는 유명 소프라노 가수 앤 데프라누와 급속도로 사랑에 빠져 약혼을 발표한다. 얼마 후 앤은 나무 인형 마리오네트 아네트를 낳고, 앤의 커리어는 승승장구하는 반면 헨리는 아네트를 돌보게 되면서 결혼 생활은 삐걱거리기 시작한다.
앤은 헨리에게 학대당했다는 과거를 폭로하는 여섯 여성에 대한 꿈과 헨리가 자신을 죽이려는 악몽을 꾸게 된다. 헨리는 무대에서 감정적인 붕괴를 겪으며 커리어가 하락세를 타기 시작하고, 앤의 지속적인 성공에 질투심을 느낀다. 두 사람은 관계 회복을 위해 개인적인 크루즈 여행을 떠나지만, 폭풍우 치는 밤에 헨리가 만취한 채로 앤에게 왈츠를 강요하다 앤이 배 밖으로 떨어져 사망하는 비극으로 끝난다. 
앤의 죽음에 대한 법적 의혹은 해소되지만, 헨리는 경제적으로 어려움을 겪게 된다. 그는 앤의 전 반주자에게 아네트의 놀라운 가창력을 알리고, 이를 이용한 음악 활동을 제안한다. 과거 앤을 사랑했던 반주자는 마지못해 동의하고, 아기 아네트는 세계적인 스타가 된다. 헨리는 앤에 대한 기억에 괴로워하며 계속 술에 의존하고 늦게 귀가한다. 어느 날 밤, 헨리는 아네트가 앤과 헨리의 노래인 “We Love Each Other So Much”을 부르는 것을 듣고, 반주자에게 분노하며 아네트의 실제 아버지가 그일지도 모른다는 암시를 듣는다. 이에 격분한 헨리는 뒷마당 수영장에서 반주자를 익사시키고, 이 장면을 아네트가 목격한다. 헨리는 마지막 공연으로 "하이퍼볼"(Hyperbowl) 하프타임 쇼를 계획하지만, 아네트는 노래를 거부하고 "아빠가 사람들을 죽인다"라고 외친다. 결국 헨리는 재판을 받고 유죄 판결을 받는다.
몇 년 후, 아네트는 감옥에 있는 아버지를 방문한다. 갑자기 살아있는 인간 소녀의 모습으로 나타난 아네트는 아버지와의 화해를 거부하고, 어머니가 자신을 복수의 도구로 이용했다고 비난하며, 아버지에게 이제 "사랑할 것이 아무것도 없다"고 말한다. 아네트가 떠난 후, 아네트 마리오네트 인형은 바닥에 힘없이 놓여진다.

## 출연진
- 애덤 드라이버 - 헨리 맥헨리 역
- 마리옹 코티야르 - 앤 드프라누 역
- 사이먼 헬버그 - 지휘자 역
- 데빈 맥다월 - 아네트 역